# Himalayana siliwalae
Espèce
Himalayana siliwalae est une espèce d'araignées aranéomorphes de la famille des Oonopidae.

## Distribution
Cette espèce est endémique du Bengale-Occidental en Inde,. Elle se rencontre dans le district de Darjeeling vers 1 200 m d'altitude.

## Description
Le mâle holotype mesure 1,52 mm et la femelle paratype 1,50 mm.

## Étymologie
Cette espèce est nommée en l'honneur de Manju Siliwal.

## Publication originale
- Grismado, Deeleman-Reinhold, Piacentini, Izquierdo & Ramírez, 2014 : Taxonomic review of the goblin spiders of the genus Dysderoides Fage and their Himalayan relatives of the genera Trilacuna Tong and Li and Himalayana, new genus (Araneae, Oonopidae). Bulletin of the American Museum of Natural History, no 387, p. 1-108 (texte intégral).